# برغشاد (سلماس)
برغشاد هي قرية في مقاطعة سلماس، إيران. يقدر عدد سكانها بـ 390 نسمة بحسب إحصاء 2016.